# Tchanistskali
La Tchanistskali (en géorgien : ჭანისწყალი, parfois transcrit Chanistsqali) est une rivière qui se trouve dans la région historique de Mingrélie, à l'ouest de la Géorgie. Elle traverse la ville de Tsalendjikha, le district homonyme, ainsi que celui de Tchkhorotskou, celui de Zougdidi et celui de Khobi. Elle rejoint la Khobistskali près du village de Narazéni, au nord de la ville de Khobi.